# Swashbuckle
Swashbuckle je američki thrash metal sastav, prepoznatljiv po piratskom imidžu.

## Povijest sastava
Osnovali su ga basist Patrick Henry i gitarist Justin Greczyn. Nakon što im se pridružio bubnjar Mike Soganic, objavili su demo Yo Ho, te su uzeli umjetnička imena Admiral Nobeard (Henry), Commodore RedRum (Greczyn) i Captain Crashride (Soganic). Svoj debitantski studijski album Crewed by the Damned objavili su 2006., te su iduće godine krenuli na Paganfest turneju, u Sjevernoj Americi sa sastavima Korpiklaani, Primordial, Moonsorrow i Blackguard, a u Europi također s Korpiklaanijima, te sastavima Die Apokalyptischen Reiter, Unleashed, Alestorm i Ex Deo. Drugi studijski album Back to the Noose objavili su 2009. pod izdavačkom kućom Nuclear Blast. Iduće godine bubnjar Soganic napušta sastav, a zamjenjuje ga Bootsmann Collins (Paul Christiansen), nakon čega objavljuju zasad posljednji album Crime Always Pays....

## Članovi sastava
Sadašnja postava
- Admiral Nobeard (Patrick "Pat" Henry) - vokal, bas-gitara
- Commodore RedRum (Justin Greczyn) - gitara
- Legendary Pirate King Eric "The" Brown (Eric W. Brown) - bubnjevi (2011.-)

Bivši članovi
- Cabinboy Arsewhipe - klavijature
- Rowin Joe Po - gitara
- Captain Crashride (Mike Soganic) - bubnjevi (2005. – 2010.)
- Bootsmann Collins (Paul Christiansen) - bubnjevi (2010. – 2011.)

## Diskografija
- Crewed by the Damned (2006.)
- Back to the Noose (2009.)
- Crime Always Pays... (2010.)
- We Hate the Sea (EP) (2014.)

## Vanjske poveznice
- Službena MySpace stranica